# Arthur Theate
Arthur Nicolas R. Theate (sinh ngày 25 tháng 5 năm 2000) là một cầu thủ bóng đá chuyên nghiệp người Bỉ hiện thi đấu ở vị trí trung vệ cho câu lạc bộ Rennes và đội tuyển quốc gia Bỉ.